# Isoperla distincta
Isoperla distincta is een steenvlieg uit de familie Perlodidae. De wetenschappelijke naam van de soort is voor het eerst geldig gepubliceerd in 1976 door Nelson.